# Ламбіновиці (гміна)
Гміна Ламбіновіце (пол. Gmina Łambinowice) — сільська гміна у південно-західній Польщі. Належить до Ниського повіту Опольського воєводства.
Станом на 31 грудня 2011 у гміні проживало 7889 осіб.

## Площа
Згідно з даними за 2007 рік площа гміни становила 123.71 км², у тому числі:
- орні землі: 68.00%
- ліси: 17.00%

Таким чином, площа гміни становить 10.11% площі повіту.

## Населення
Станом на 31 грудня 2011:
| Опис     | Загалом | Загалом | Чоловіки | Чоловіки | Жінки | Жінки |
| -------- | ------- | ------- | -------- | -------- | ----- | ----- |
| одиниця  | осіб    | %       | осіб     | %        | осіб  | %     |
| все      | 7889    | 100     | 3904     | 49.49    | 3985  | 50.51 |
| міське   | 0       | 100     | 0        |          | 0     |       |
| сільське | 7889    | 100     | 3904     | 49.49    | 3985  | 50.51 |

## Сусідні гміни
Гміна Ламбіновіце межує з такими гмінами: Корфантув, Немодлін, Ниса, Пакославіце, Скорошице, Туловіце.